# Romina Dei Cas
Romina Dei Cas (1º luglio 1975) è un'ex sciatrice alpina italiana.

## Biografia
Specialista delle prove veloci originaria di Bormio, la Dei Cas debuttò in campo internazionale in occasione dei Mondiali juniores di Lake Placid 1994; in Coppa del Mondo esordì il 16 dicembre 1995 a Sankt Anton am Arlberg in discesa libera (43ª) e ottenne il miglior piazzamento il 18 dicembre 1999 a Sankt Moritz nella medesima specialità (19ª), mentre in Coppa Europa conquistò l'ultimo podio il 5 gennaio 2000 a Tignes sempre in discesa libera (3ª). Prese per l'ultima volta il via in Coppa del Mondo il 15 gennaio 2000 ad Altenmarkt-Zauchensee in discesa libera, senza completare quella cha sarebbe rimasta la sua ultima gara in carriera; non prese parte a rassegne olimpiche o iridate.

## Palmarès

### Coppa del Mondo
- Miglior piazzamento in classifica generale: 99ª nel 2000

### Coppa Europa
- 2 podi (dati dalla stagione 1994-1995):
  - 2 terzi posti

### Campionati italiani
- 1 medaglia:
  - 1 bronzo (supergigante nel 1999)